# Overkill (álbum de Savant)
Overkill es el octavo álbum lanzado por el productor de complextro Aleksander Vinter, y el sexto bajo el alias de Savant. El mismo fue lanzado el 7 de marzo de 2013 por la discográfica Section Z. Este álbum fue publicado gratis, ya que el mismo consiste de sencillos previamente publicados recopiladas en un solo álbum.
Curiosamente, la canción «Feel Me» fue reemplazada por otra llamada «Shark» en todas las tiendas de música a excepción de Bandcamp.
De todas formas, desde su lanzamiento original, Overkill se ha convertido en un álbum de pago en todas las tiendas de música en línea, incluyendo Bandcamp. Con excepción de las canciones «Big Ben», «Requiem of Dreams», «Love» y «Feel Me». El álbum ha sido publicado en el SoundCloud oficial de Savant, donde todas las canciones podían ser descargadas gratis, pero el 5 de septiembre de 2015, Savant anunció en su página de Facebook que SoundCloud le había prohibido la publicación de canciones gratis en su cuenta, argumentando que él había publicado demasiadas canciones que infringían derechos de autor. Savant dijo que eso era probablemente por la gran cantidad de remixes publicados en su cuenta.

## Lista de canciones
| N.º   | Título                                      | Duración |  |
| 1.    | «Big Ben»                                   | 1:22     |  |
| 2.    | «Requiem of Dreams»                         | 5:38     |  |
| 3.    | «Overkill»                                  | 4:56     |  |
| 4.    | «Storm the Gates»                           | 3:11     |  |
| 5.    | «Aces Sleeved»                              | 9:00     |  |
| 6.    | «Technodrome»                               | 3:44     |  |
| 7.    | «Vario 64»                                  | 3:30     |  |
| 8.    | «Love» (producida como Vinter in Hollywood) | 5:15     |  |
| 9.    | «Wade in the Water»                         | 5:36     |  |
| 10.   | «Wildstyle»                                 | 3:54     |  |
| 11.   | «Feel Me»                                   | 2:31     |  |
| 44:43 |                                             |          |  |

| Bonus track |         |          |  |
| N.º         | Título  | Duración |  |
| 12.         | «Shark» | 4:30     |  |
| 50:36       |         |          |  |